# Flávio Galvão
Flávio José Galvão de França, meglio noto semplicemente come Flávio Galvão (San Paolo, 30 luglio 1949), è un attore e doppiatore brasiliano.

## Biografia
Laureato in filosofia, è apparso sia in televisione che al cinema. Tra i titoli in cui è apparso, si ricorda il film Gabriela di Bruno Barreto, nella cui versione italiana era doppiato da Michele Gammino,  e le telenovele Tieta e Os Ricos Também Choram.
Come doppiatore in patria è noto soprattutto per aver prestato la voce al Maggiore Nelson nella versione brasiliana di Strega per amore.

## Vita privata
Ha divorziato dall'attrice Elaine Cristina dopo ben 40 anni di matrimonio . I due hanno avuto un figlio maschio.